# Cántaro pirenaico vasco

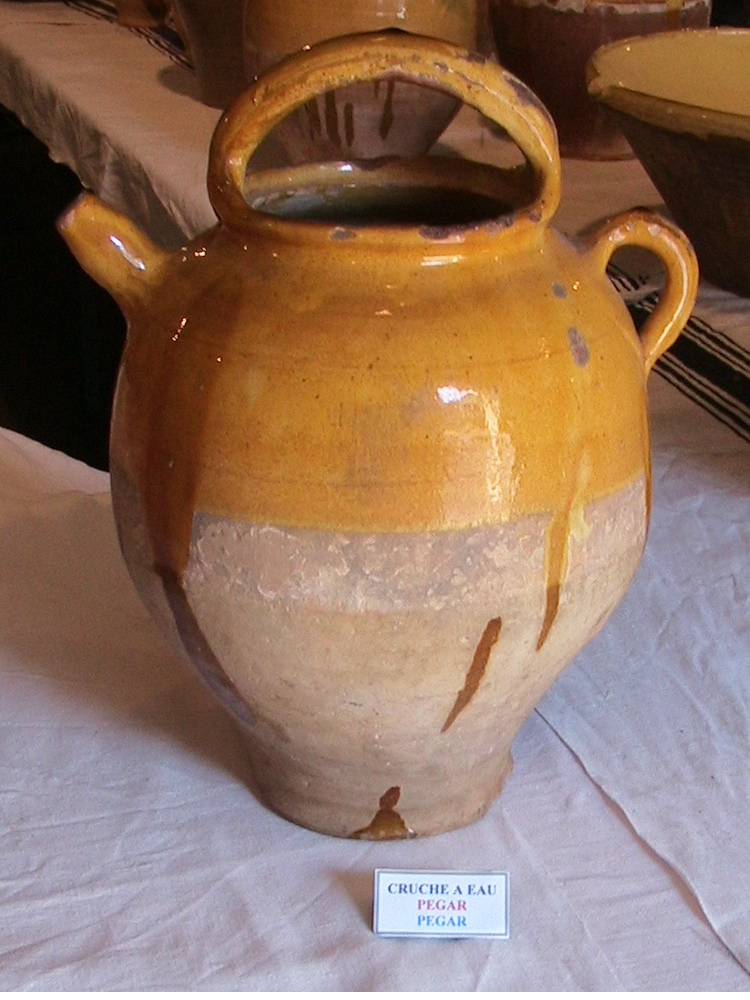
Cántaro pirenaico, pegar, péga, pegarra o pedarra, cruche à l'eau, cagnotte"...

El cántaro pirenaico vasco es un recipiente morfológicamente hermanado con diversos tipos de cántaros y jarros utilizados en gran parte de Francia, Italia, Países Bajos y de uso típificado a ambos lados de los Pirineos Orientales.
Por la forma, algunos especialistas lo incluyen en la familia morfológica que componen el doll gerundés documentado ya en el siglo XV, la pedarra vasca documentada en el XVI, el botijo vizcaíno de Larrauri, y el orjol occitano.  

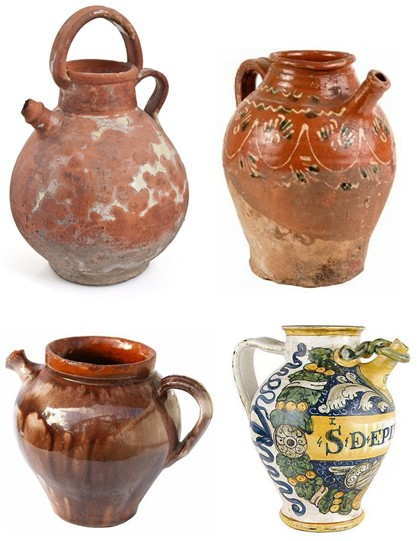
Tres modelos de cantarilla francesa (cruche á l'eau), también consideradas jarros o jarras. Abajo, a la derecha, una brocca italiana.

## Área de uso histórico
Además de en el País Vasco francés (Iparralde), fue cántaro aguador típico en Gascuña, Bretaña y Alta Normandía, componiendo un curioso capítulo etnográfico su presencia en la historia de la pintura francesa.
Con muy diversos nombres (péga, pegar, pedar, en ocasiones topónimos como «cagnotte»...) se ha documentado su fabricación en alfares del siglo XIX en las Landas,
Algunos estudiosos franceses, como Alexis de Chasteigner, propusieron la tesis de un posible origen romano o etrusco, otros lo asocian con un pasado carolingio, con ramificaciones etimológicas en los «krug» alemanes, el «kruic» flamenco, las «krukka o crocca» escandinavas o la «brocca» (jarra) italiana.
Hoy —siglo XXI—, en la lengua francesa, cruche es término comodín que igualmente se aplica a una jarrita que a un cántaro del país vasco. En conjunto, todo parece indicar que la cruche à l'eau o "cruche" a secas, es hija, morfológicamente hablando, del matrimonio alfarero entre el botijo y la pedarra. A la espera de estudios autorizados sobre el tema, queden aquí unos ejemplos iconográficos de esta pieza de la gran familia del los cántaros pirenaicos: